# 바레인의 국기
바레인의 국기는 2002년 2월 14일에 제정되었다. 빨간색은 페르시아만에 위치한 나라의 국기에서 사용되고 있는 색이며 깃대 쪽으로는 하얀색 띠가 그려져 있다. 빨간색과 하얀색은 5개의 톱니로 나뉘어 있다. 다섯 개의 톱니는 이슬람교의 다섯 기둥을 의미한다.
1820년 이전까지 사용된 바레인의 국기는 빨간색 한 색으로만 이루어져 있었지만 1820년에 하얀색 좁은 띠가 추가되었다. 1932년에 이웃 나라와의 국기와 구분하기 위해 28개의 톱니가 추가되었으며 1972년에 톱니를 8개로 수정하였다. 2002년에 톱니를 5개로 수정하여 오늘에 이른다.

## 색상
| 색상 | 하양                  | 빨강                |
| ---- | --------------------- | ------------------- |
| RGB  | 255–255–255 (#FFFFFF) | 218–41–28 (#DA291C) |

## 그 외의 기

바레인 왕실기
바레인 방위군기
바레인 해군기
바레인 공군기
바레인 군기

## 이전의 국기

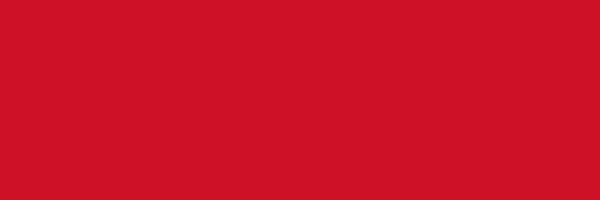
1820년 이전
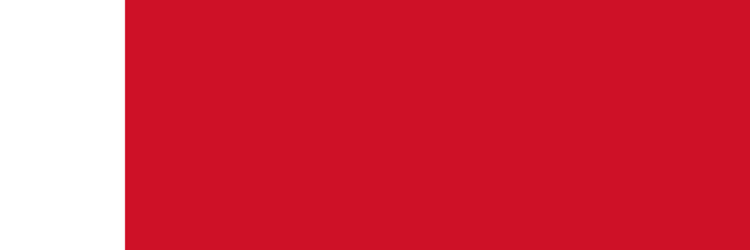
1820년-1932년
1932년-1972년
왕실기 1932년-1972년
1972년-2002년
왕실기 1972년-2002년